# Ernst Georg Sonnin

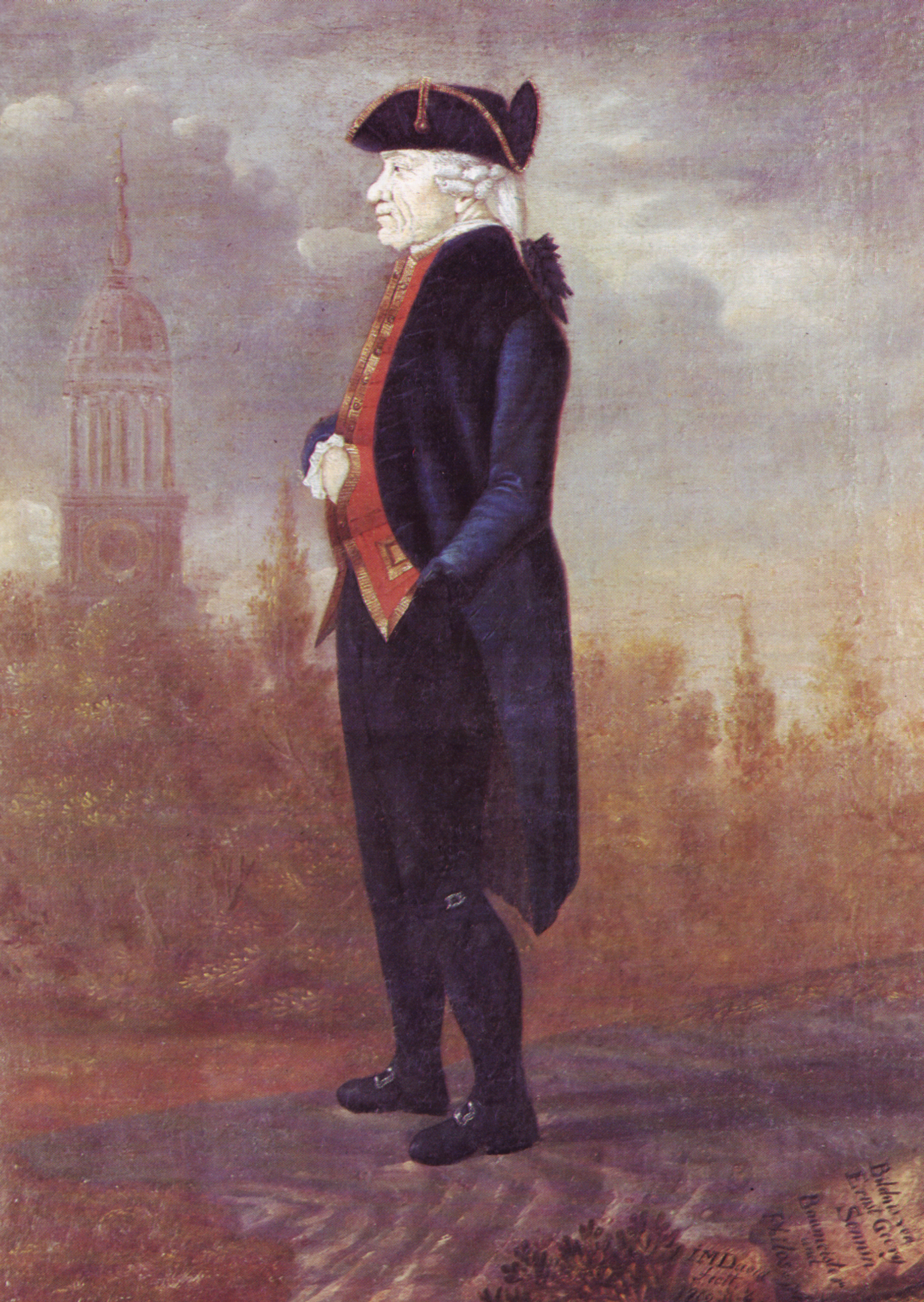
Ernst Georg Sonnin, postumes Porträt von Johann Marcus David (1802)

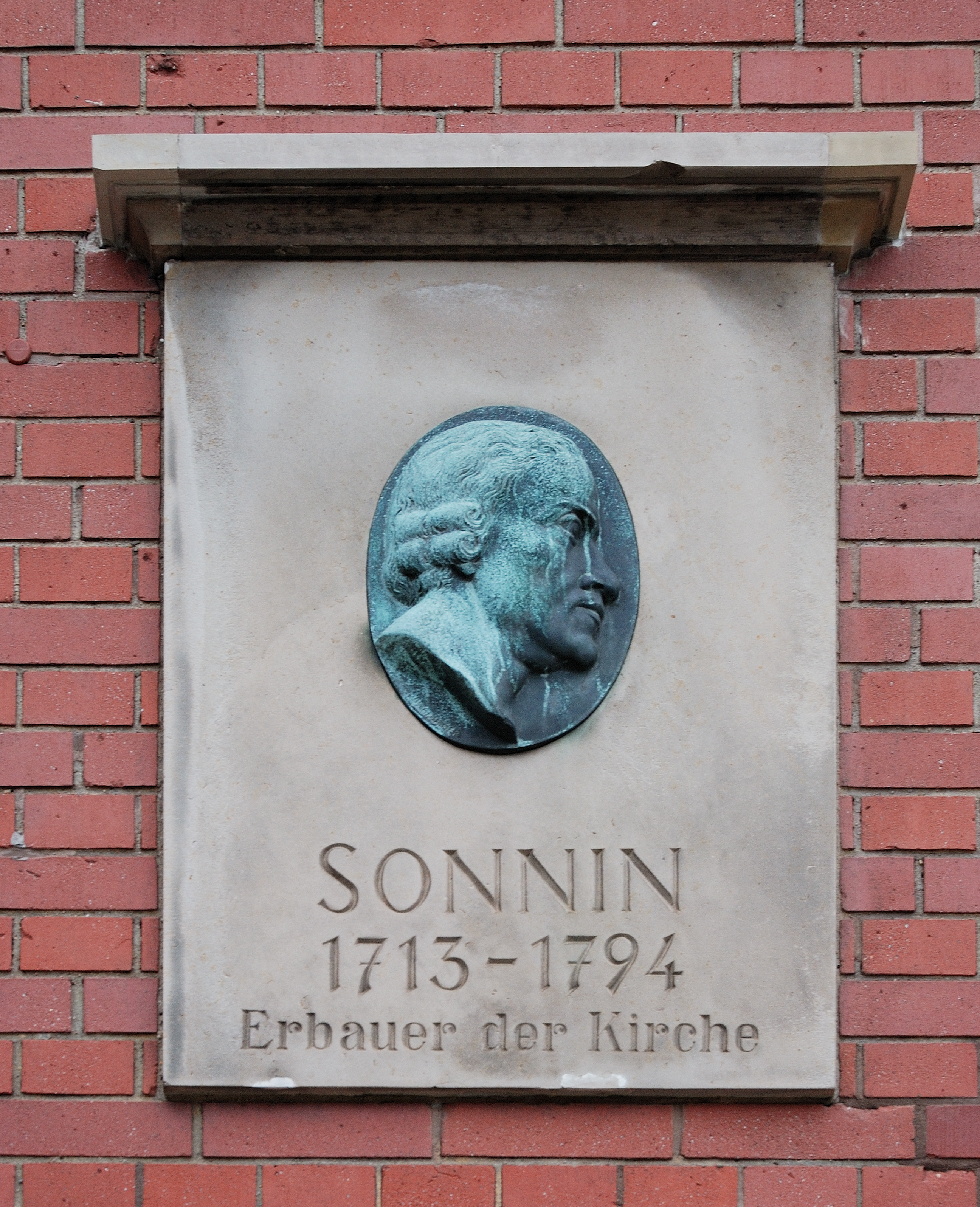
Gedenkplakette am Michel in Hamburg

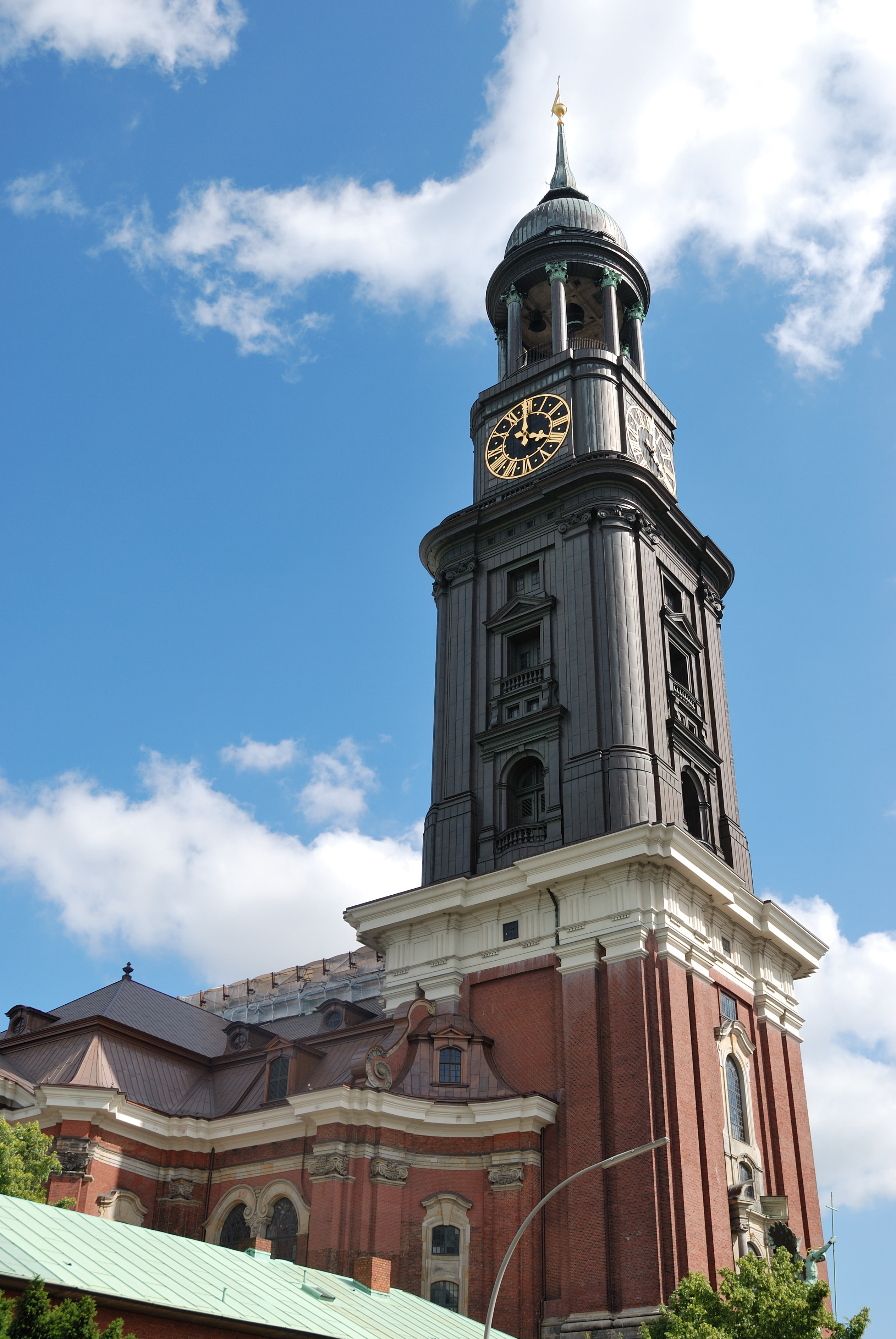
Michaeliskirche in Hamburg

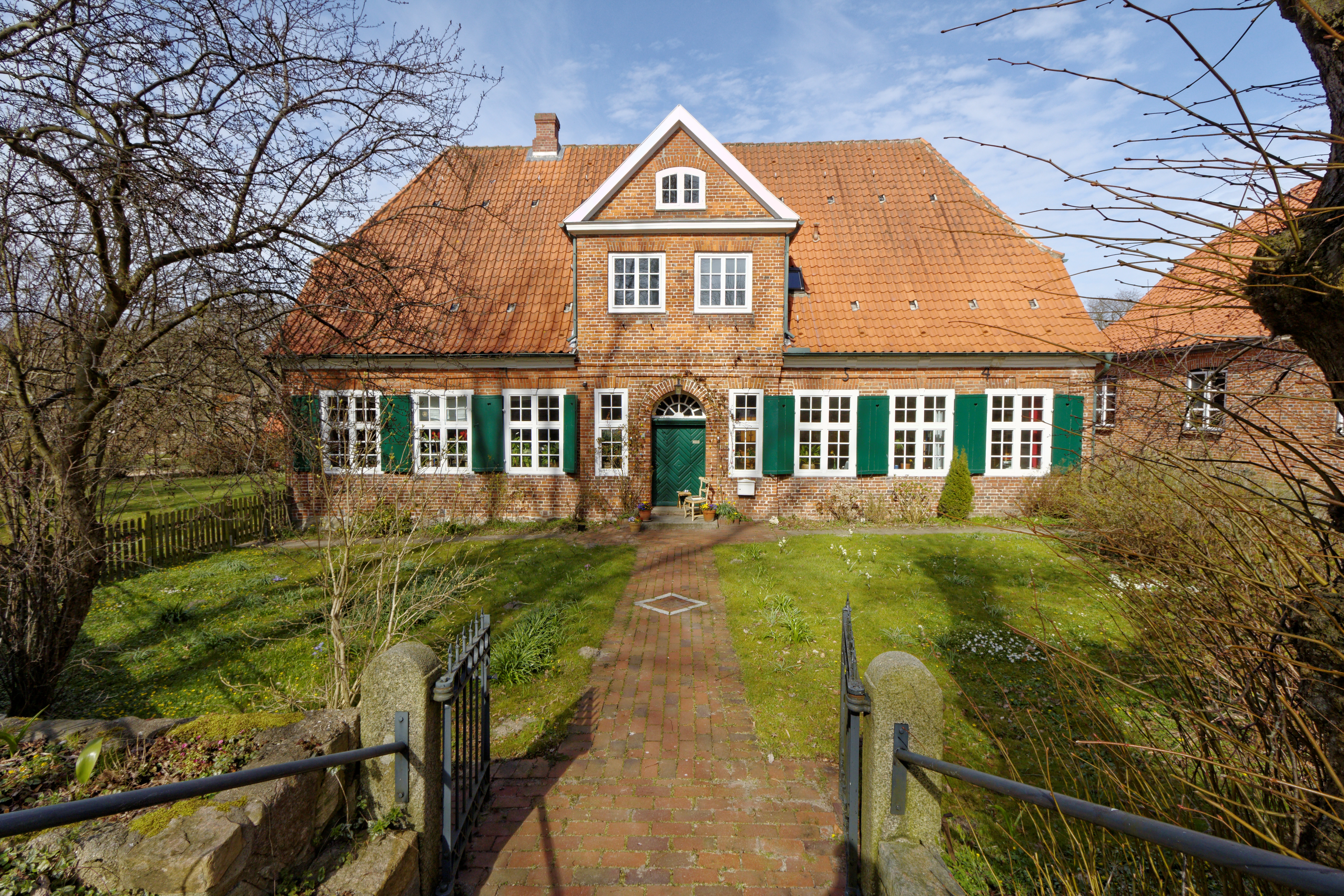
Pastorat Westensee

Ernst Georg Sonnin (* 10. Juni 1713 in Quitzow; † 8. Juli 1794 in Hamburg) war ein bedeutender Ingenieur und Architekt im Zeitalter der Aufklärung.

## Leben
Nach dem Tod des Vaters besuchte Ernst Georg Sonnin von 1727 bis 1731 die 1721 neugegründete Friedrichschule, aus der 1738 das Christianeum hervorging, im damals dänischen Altona. Anschließend studierte er in Halle und Jena, anfangs Theologie, dann Mathematik. Nach Beendigung seiner Studien kam er nach Hamburg, war als Privatlehrer für Latein und Mathematik tätig und gründete eine Werkstatt für feinmechanische Instrumente. Aufgrund seiner ingenieurtechnischen Fähigkeiten wurde er vor allem mit der Instandsetzung und -haltung von Kirchen, insbesondere Kirchtürmen, betraut. Er war einer der ersten Ingenieure, die die neuen Franklinschen Blitzableiter an Kirchtürme (St. Jakobi) montierte und durch einfache Mittel die damals schiefen Hamburger Kirchtürme ‚geraderückte‘.
Von 1750 bis 1762 erbaute Sonnin zusammen mit Johann Leonhard Prey die zweite große Michaeliskirche in Hamburg im Stil des Barock. Von 1777 bis 1786 konstruierte er den Turm in Holz mit der Kupferverkleidung, wie sie heute noch für den „Michel“ genannten Bau typisch ist.
1754 baute er das Herrenhaus auf Gut Kaden und das Pastorat von Westensee. Danach trat er vor allem mit Instandhaltung in Erscheinung, so 1759/1760 am Hamburger Dom, 1762 an St. Nikolai und 1770 an St. Katharinen. 1763 arbeitete er am Kieler Schloss. Zwischen 1775 und 1781 errichtete er die spätbarocke St.-Bartholomäus-Kirche in Wilster. 1785 wurde Sonnin nach Lüneburg berufen, um dort als Stadt- und Salinenbaumeister zu wirken. Unter anderem baute er dort ein 1,3 Kilometer langes Pumpgestänge von der Lüneburger Ratswassermühle an der Ilmenau bis zur Saline, das heute im Deutschen Salzmuseum ausgestellt ist. Nach ihm wurde die heutige gewerblich-technische Georg-Sonnin-Schule der Berufsbildenden Schulen in Lüneburg benannt. Sonnin wird auch als Baumeister der Drostei in Pinneberg und des Palais Doos in Wilster vermutet, wenngleich sein Wirken hier nicht gesichert ist.
Sonnin betätigte sich auch als Astronom und versuchte, vom Dach der Michaeliskirche aus die genaue geographische Position Hamburgs zu bestimmen, da diese Mitte des 18. Jahrhunderts auf den Landkarten mit großen Abweichungen wiedergegeben wurde.
Sonnin war bedeutendes Gründungsmitglied der Patriotischen Gesellschaft von 1765 in Hamburg, mit deren Hilfe er auch eine Schule für Baumeister und Bauhandwerker gründete. Ebenfalls war er Mitglied der ersten deutschen Freimaurerloge Absalom zu den 3 Nesseln in Hamburg. Er wurde nach seinem Tod 1794 im Gruftgewölbe der großen St. Michaeliskirche bestattet.
In Hamburg-Hammerbrook wurde eine Straße und ein Kanal nach ihm benannt.